# Пустынь (Южский район)
Пустынь — деревня в Южском районе Ивановской области России. Входит в состав Новоклязьминского сельского поселения.

## География
Деревня расположена в юго-восточной части Ивановской области, в зоне хвойно-широколиственных лесов, на левом берегу реки Клязьмы, при автодороге 24Н-322, на расстоянии примерно 14 километров (по прямой) к юго-юго-западу от города Южи, административного центра района. Абсолютная высота — 84 метра над уровнем моря.

### Климат
Климат характеризуется как умеренно континентальный, с холодной многоснежной зимой и умеренно тёплым летом. Среднегодовая температура воздуха — 3,3 °C. Средняя температура воздуха самого холодного месяца (января) — −11,9 °C, средняя температура самого тёплого (июля) — 18,6 °С. Годовое количество атмосферных осадков составляет 494 мм, из которых большая часть выпадает в тёплый период. Снежный покров держится в течение 150 дней.

### Часовой пояс
Деревня Пустынь, как и вся Ивановская область, находится в часовой зоне МСК (московское время). Смещение применяемого времени относительно UTC составляет +3:00.

## Население
| 1859 | 1905 | 2010 |
| ---- | ---- | ---- |
| 401  | ↗471 | ↘59  |

### Национальный состав
Согласно результатам переписи 2002 года, в национальной структуре населения русские составляли 98 % из 49 чел.